# Meseta
Meseta (španělsky  Meseta Central) je rozsáhlá náhorní plošina v centrální části Pyrenejského poloostrova ve Španělsku. Rozkládá se na ploše 400 000 km2, průměrná nadmořská výška plošiny je 660 metrů.
Na severu je plošina ohraničena Kantaberským pohořím, na východě Iberským pohořím, na jihu Betickou kordillerou. Středem Mesety prochází Kastilské pohoří. Meseta leží na území španělských regionů Kastilie a León, Kastilie – La Mancha a regionu hlavního města Madridu. Mesetou protékají řeky Duero, Tajo a Guadiana. Na Mesetě leží španělská města Madrid, Toledo, Valladolid a další.

## Členění
Kastilské pohoří rozděluje Mesetu na severní a jižní část.
Severní Meseta
Severní Meseta leží v oblasti regionu Kastilie a León, v povodí horního a středního toku řeky Duero. Průměrná nadmořská výška Severní Mesety je 850 metrů. Střední část Severní Mesety je mírně zvlněná plošina s nadmořskou výškou okolo 700 až 900 m. Okraje Severní Mesety tvoří stolové hory s nadmořskou výškou 900 až 1 000 m. Říční údolí jsou zahloubena a leží v nadmořských výškách 50 až 200 m.
Jižní Meseta
Jižní Meseta leží především na území regionu Kastilie – La Mancha (západní část zasahuje do Extremadury a Portugalska). Střed Jižní Mesety tvoří pánev horního toku řeky Tajo. Plošina směrem na západ klesá. Východní okraj má nadmořskou výšku 1 000 m, na západě, na portugalském území, dosahuje méně než 200 m.

## Geologie
Povrch Mesety tvoří třetihorní sedimenty. Nachází se zde především vrstvy jílovců, sádrovců, slínovců a vápenců.